# Hoplocercidae
Hoplocercidae – rodzina zauropsydów z infrarzędu Iguania w rzędzie łuskonośnych (Squamata). Wcześniej były traktowane jako podrodzina w rodzinie legwanowatych (Iguanidae).

## Systematyka
W 1989 r. Frost i Etheridge zaproponowali wydzielenie z rodziny legwanowatych ośmiu grup monofiletycznych (w tym Hoplocercidae). Następnie zaproponowali oni nadanie statusu rodzin tym kladom. Większość badaczy uznaje ten podział, choć pojawiły się głosy krytyki (np. Lazell 1992, Schwenk 1994, Macey et al. 1997). Omar Torres-Carvajal i Kevin de Queiroz włączają jednak Hoplocercidae (w ich publikacji Hoplocercinae) do legwanowatych. Według definicji filogenetycznej przedstawionej w 2009 roku przez Omara Torresa-Carvajala i Kevina de Queiroza Hoplocercinae (=Hoplocercidae) to klad koronowy pochodzący od ostatniego wspólnego przodka Enyalioides (Enyalus) laticeps, E. (Enyalus) oshaughnessyi, Hoplocercus spinosus, Morunasaurus (Hoplocercus) annularis i Morunasaurus groi.
Do rodziny Hoplocercidae zalicza się obecnie dwa rodzaje:
- Enyalioides Boulenger, 1885
- Hoplocercus Fitzinger, 1843 – jedynym przedstawicielem jest Hoplocercus spinosus Fitzinger, 1843

Wyróżniany wcześniej trzeci rodzaj Morunasaurus jest obecnie synonimizowany przez autorów The Reptile Database z Enyalioides w oparciu o pracę Omara Torresa-Carvajala i innych (2023).

## Występowanie
Panama, północno-zachodnia Ameryka Południowa, Amazonia na wschód po wschodnią Brazylię i na południe po Boliwię.

## Charakterystyka
Długość tych jaszczurek dochodzi do 16 cm. Ich zęby ułożone są pleurodontycznie. Cechą charakterystyczną są silnie zredukowany lemiesz oraz kolczaste ogony. Skórę tych jaszczurek pokrywają liczne skórne twory. Gatunki z rodzaju Enyalioides zamieszkują przede wszystkim lasy deszczowe, natomiast Hoplocercus spinosus występuje w suchych lasach. Kilka gatunków zamieszkuje podziemne nory. Wykorzystują kolczaste ogony jako broń defensywną w razie ataku. Najprawdopodobniej wszystkie gatunki są jajorodne, choć biologia tych jaszczurek jest słabo poznana.